# Cousance
Cousance település Franciaországban, Jura megyében. Lakosainak száma 1290 fő (2022. január 1.). Cousance Cuisia, Digna, Gizia és Le Miroir községekkel határos.

## Népesség
A település népességének változása:
| Lakosok száma | 1310 | 1381 | 1274 | 1242 | 1282 | 1295 | 1308 | 1300 | 1297 | 1290 |
|               | 1968 | 1982 | 1990 | 2006 | 2013 | 2015 | 2017 | 2019 | 2020 | 2022 |